# Bruce Reid (Footballspieler)
Bruce Reid (* 5. Juli 1971) ist ein ehemaliger kanadischer Footballspieler.

## Laufbahn
Der aus Vancouver stammende Reid spielte als Runningback an der Simon Fraser University in der kanadischen Provinz British Columbia. Dort spielte er wie später wie bei den Hamburg Blue Devils mit Dino Bucciol zusammen. Im Jahr 1993 sicherten sich die Calgary Stampeders aus der kanadischen Liga CFL die Rechte an Reid, er schaffte den Sprung in den Kader aber nicht.
Ab dem Spieljahr 1995 stand er im Aufgebot der Hamburg Blue Devils. Mit der Mannschaft wurde er 1996 deutscher Meister sowie in den Jahren 1996, 1997 und 1998 Eurobowl-Sieger. Zur Saison 1999 holte Reid seinen Bruder Angus nach Hamburg, der dann ebenfalls für die Blue Devils spielte.
Nach dem Ende der Saison 2000 kehrte Bruce Reid nach Kanada zurück und wurde dort für eine Brauerei beruflich tätig. Die Hamburg Blue Devils entschieden, die von Reid getragene Rückennummer 31 in Anerkennung seiner Leistungen nicht mehr zu vergeben.